# Папирница
Папирница (словен. Papirnica) је насеље у општини Шкофја Лока, Горењска регија, Словенија.

## Историја
До територијалне реорганизације у Словенији била је у саставу старе општине Шкофја Лока.

## Становништво
У попису становништва из 2011. године, Папирница је имала 71 становника.
| Број становника према пописима | Број становника према пописима | Број становника према пописима |
| ------------------------------ | ------------------------------ | ------------------------------ |
| 1991                           | 2002                           | 2011                           |
| 26                             | 61                             | 71                             |